# First of the Year (Equinox)
First of the Year (Equinox) è un singolo del musicista statunitense Skrillex, estratto dal quarto EP More Monsters and Sprites e pubblicato il 7 giugno 2011.

## La canzone
Traccia d'apertura dell'EP, musicalmente First of the Year (Equinox) è un brano dubstep con elementi electro house. L'esclamazione Call 911 now! contenuta nella canzone è tratta da un video di YouTube in cui una donna urla ad un gruppo di ragazzi con lo skateboard, accusandoli di averla fotografata illegalmente.

## Video musicale
Il videoclip ufficiale della canzone è stato reso disponibile per il download su iTunes Store il 10 agosto 2011, venendo caricato sul canale YouTube di Skrillex una settimana più tardi. Esso mostra un pedofilo attirare una bambina con delle caramelle e, proprio mentre sta per addormentarla, la bambina si rivelerà essere dotata di poteri soprannaturali.

## Tracce
1. First of the Year (Equinox) – 4:21

## Classifiche
| Classifica (2011/12)                     | Posizione massima |
| ---------------------------------------- | ----------------- |
| Australia                                | 84                |
| Belgio (Fiandre)                         | 57                |
| Canada                                   | 88                |
| Francia                                  | 187               |
| Norvegia                                 | 14                |
| Stati Uniti                              | 85                |
| Stati Uniti (dance/electronic digital)   | 11                |
| Stati Uniti (digital)                    | 64                |
| Stati Uniti (heatseekers)                | 8                 |
| Stati Uniti (on-demand)                  | 40                |
| Svezia                                   | 19                |
| Classifica (2013)                        | Posizione massima |
| Stati Uniti (dance/electronic streaming) | 18                |